# 鈴の家馬勇
鈴の家（林々舎） 馬勇（すずのや ばゆう）は、落語家の馬派の名跡。現在は空き名跡。
代数は不明であるが、「林々舎」の亭号で名乗った人物が4人ほど確認されている。
- 林々舎馬勇 - 初代鈴々舎馬風の門人。『落語家奇奴部類』では風生から高麗助とある。『東都噺者師弟系図』には風松から圓風になったとある。なお亭号も金原亭、立川、鈴々轡等に変わった末に林々舎に落ち着いている。天保時期から安政頃存在。本名∶水沢 長三郎。
- 林々舎馬勇 - 後∶四代目金原亭馬生
- 林々舎馬勇 - 後∶春風やなぎ
- 林々舎馬勇 - 後∶立川扇太郎

三代目 鈴の家 馬勇（すずのや ばゆう、1937年8月16日 - 1982年6月16日）は、落語家。出囃子は『お前とならば』。 本名：大山 明美。

## 経歴
1962年6月、十代目金原亭馬生に入門、「角助」と名乗る。
1966年5月、二ツ目昇進で「馬六」と改名。
1979年3月に二代目柳家菊語楼、橘家二三蔵、柳亭風枝、十代目翁家さん馬と共に真打昇進、「鈴の家馬勇」と改名。
1982年6月、クモ膜下出血のため急死、44歳没。3ヶ月後に師匠馬生も亡くなった。

## 芸歴
- 1962年6月 - 十代目金原亭馬生に入門、前座名「角助」。
- 1966年5月 - 二ツ目昇進、「馬六」と改名。
- 1979年3月 - 真打昇進、「三代目鈴の家馬勇」を襲名。

## 人物
芸は馬生そっくりで、人間的にも優れ人にやさしかったという。